# Радзивилл, Константин Матвеевич
Константин Николай Станислав Юлиуш Францишек Радзивилл (пол. Konstanty Mikołaj Stanisław Juliusz Franciszek Radziwiłł, бел. Канстанцін Мікалай Радзівіл), в русской и белорусской историографии также известен как Константин Матвеевич Радзивилл (бел. Канстанцін Мацеевіч Радзівіл; 5 апреля 1793, Рим, Папская область — 6 апреля 1869, Полонечка, Новогрудский уезд, Минская губерния, Российская империя) — польский аристократ, политический и общественный деятель Царства Польского и Российской империи, новогрудский уездный маршалок Гродненской губернии, один из первых белорусских фольклористов и попечитель народного просвещения.

## Происхождение и семья
Родился 4 апреля 1793 года в Риме в семье композитора Мацея Радзивилла и его жены графини Эльжбеты Ходкевич, дочери графа Яна Николая Ходкевича (1739—1781). Принадлежал к польскому шляхетскому католическому роду Радзивиллов. 2 сентября 1800 получил по наследству от своего отца княжеский титул и титул графа Шидловецкого (город Шидловец принадлежал территориально Австрийской империи, а позднее вошёл в состав России как часть Радомской губернии Царства Польского. Шидловцом де-факто с 1800 года владела княгиня Анна Ядвига Сапега (1772—1859) из рода Замойских.
Константин Радзивилл был трижды женат: на Марии Грабовской (брак в 1815 году), на Селестине-Селине Сулистровской (1805—1836) и на Аделии Николаевне Карницкой (1811—1883, брак в марте 1840 года). Дети родились во втором и третьем браках:
1. Ядвига Радзивилл (1839—1863), дочь от второго брака, ⚭ Эдвин Цезарий Друцкий Любецкий (1859–1871)
2. Николай Антоний Радзивилл (1841—1900), сын от третьего брака, титулярный граф Шидловецкий в 1869–1900, ⚭ Елена Бениславская (1841–1918);
3. Мацей Юзаф Радзивилл (1842—1907), сын от третьего брака, владелец деревни Полонечка, титулярный граф Шидловецкий в 1900–1907 гг., ⚭ Ядвига Красицкая (1842–1913);
4. Селестина Радзивилл (1843–1921), дочь от третьего брака,
5. Антонина Радзивилл (1844–1924), дочь от третьего брака ⚭ Зигмунт Дембовский (1823–1896),;
6. Михалина Радзивилл (1845–1879), дочь от третьего брака ⚭ Петр Станислав Светопелк-Завадский (1847–1899)
7. Кароль Вильгельм Радзивилл (1848—1904), сын от третьего брака  ⚭ Ядвига Стефания Платерова (1848–1929);
8. Константин Винцент Радзивилл (1850–1920), сын от третьего брака, ⚭ Людвика Антонина Блан (1856–1911);
9. Доминик Марьян Радзивилл (1852–1938) , сын от третьего брака, ⚭ Долорес Мария де Аграмонте (1854–1920).

## Поместье
Константин Радзивилл получил в наследство поместье Полонечка (ныне деревни Полонечка, агрогородок Крошин и Гусаки) в Новогрудском уезде Литовско-Гродненской губернии Российской империи, которое благодаря Радзивиллу стало одним из культурных центров края. По размеру имения князь Константин Радзивилл не относился к латифундистам, а только к очень состоятельным помещикам. В имении им был построен Дворец Радзивиллов, рядом с которым был разбит парк во французском стиле.

## Общественно-политическая деятельность
В 1820 году Радзивилл стал членом Виленской образовательной комиссии, в том же году вступил в тайное политическое общество «Национальное масонство», а в 1821 году перешёл в Патриотическое общество (член Комитета литовской провинции). После подавления восстания декабристов в 1825 году арестован, но после освобождён: . С 1832 года — камергер российского императорского двора, в 1832—1843 годах занимал выборную должность новогрудского уездного маршалка в Гродненской губернии.

## Культурная и научная деятельность

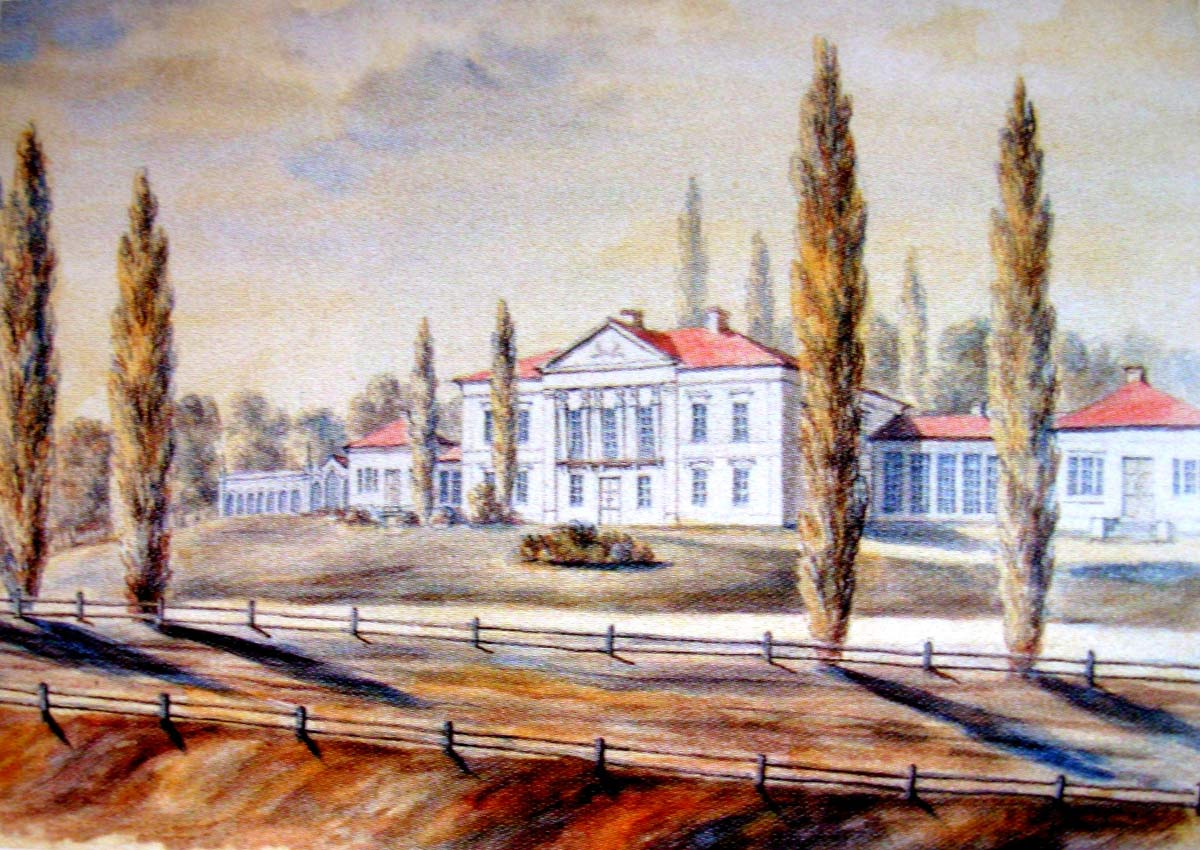
Дворец Радзивиллов в Паланечке. Картина Наполеона Орды, 1876 год

Вопреки многим дворянам, Радзивилл предпочёл не продолжать свою карьеру в Петербурге или Вильно, а посвятил себя благотворительной, культурной и образовательной деятельности в Северо-Западном крае. Он был куратором и попечителем (в том числе и с финансовой стороны) народного образования в Минской и Гродненской губернии. В Полонечке им была собрана библиотека объёмом 4 тысячи томов, архив, коллекция художников (туда вошли портреты представителей рода Радзивиллов), картины Юзефа Пешки, Яна Рустема, гравюры, гобелены и медали. Во дворце Радзивилла бывали многие деятели культуры, в том числе и поэт Владислав Сырокомля. В 1845 году в Полонечке находилась и редакция журнала на польском языке «Narod i czas».
В 1850-е годы Радзивилл отправил в Русское географическое общество книги «Статистический очерк Новогрудского уезда» и «Этнографические сведения о жителях Новогрудского уезда», которые и ныне хранятся в архиве Российской академии наук Санкт-Петербурга. В этих книгах Радзивилл охарактеризовал белорусский язык как «кривицкое наречие», составил словарь местных слов, описав внешний вид новогрудских крестьян, их одежду, обряды на Купалье, Деды, кутью и свадьбу. Радзивиллом записаны 84 пословицы, одна колядная, две купальские и 27 свадебных песен.
В декабре 1863 года Константин Радзивилл обратился с просьбой к Михаилу Николаевичу Муравьёву, виленскому генерал-губернатору с просьбой помиловать участника польского восстания Зигмунта Чеховича. Муравьёв, получив просьбу Радзивилла, отменил смертный приговор Чеховичу, заменив смерть сибирской ссылкой. Спустя 12 лет Чехович вернулся в Виленскую губернию и поселился в имении Малые Беседы Вилейского уезда, где не раз встречался с будущим поэтом Янкой Купалой.
8 апреля 1869 года Константин Радзивилл скончался в родовом поместье Полонечка.